# Siły pokojowe

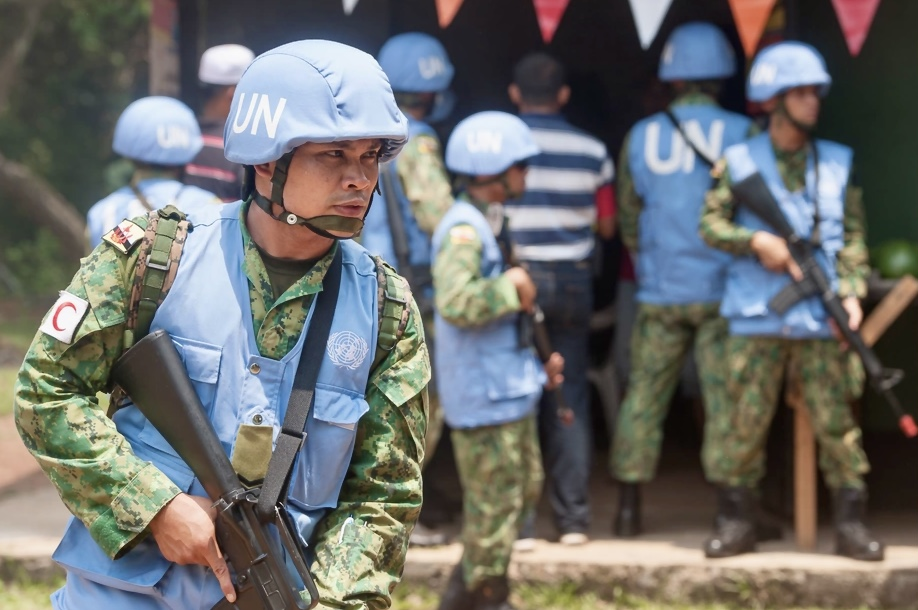
Siły pokojowe

Siły pokojowe – kontyngent wojsk, najczęściej międzynarodowy, wydzielony do wykonania operacji pokojowych bądź operacji wsparcia pokoju, z mandatu Organizacja Narodów Zjednoczonych lub innej organizacji międzynarodowej.